# Jesús Sánchez García
Jesús Enrique Sánchez García est un footballeur mexicain né le 31 août 1989 à San Luis Rio Colorado. Il évolue au poste de défenseur avec les Chivas de Guadalajara.